# محمد حسن مسعد
الجندي مقاتل «محمد حسن مسعد» كان من أول عشرة شهداء عبروا ضمن المفارز الأولي ل قناة السويس إبان حرب أكتوبر.

## تكريمه
وهو أحد الحاصلين علي وسام نجمة سيناء أعلي وسام عسكري مصري